# 全ロシア憲法制定議会
全ロシア憲法制定議会（ぜんロシアけんぽうせいていぎかい、ロシア語：Всероссийское учредительное собрание）は1917年の二月革命後にロシア臨時政府で開催された憲法制定議会であった。1918年1月18日-19日（ユリウス暦：1月5日-6日）の午後4時から午前5時までの13時間開催され、ロシアの新統治政体第3回全露ソビエト会議を宣言するボリシェビキ主導の全露中央執行委員会により解散された。
ボリシェビキが選挙に先立ち起こった十月革命から権力を握りその後憲法制定議会を解散し全ての野党を禁止することで一党制でロシアを支配し続けたので、1917年ロシア制憲会議選挙で民主的に選出された政府は作られなかった。異なる視点で見る学者がいて、ソビエト連邦の一党制の創設をボリシェビキ政権に課された戦時状態によるものとし、他に左翼社会革命党との連立政権を作ろうという当初の意図に焦点を当てる学者がいる。

## 始まり
ロシア憲法を制定する民主的に選出された憲法制定議会は、ロシア第一革命に先立ち全ロシア革命派政党の主な要求の一つであった。1906年にツァーリは基本的な市民の自由を保障し新たに創設された立法府国家ドゥーマのための選挙を行うことを決定した。しかしドゥーマは新しい憲法を制定する権限を与えられず、君主制廃止については尚更のことであった。更にドゥーマの権力は社会主義者ではなく立憲民主党が掌握していた。政府は1906年の法的な合意と1907年6月の新しい選挙によりドゥーマを解散した。1907年6月16日（ユリウス暦：6月3日）の2度目の廃止後に政府が制定した最後の選挙法は、地主階級や支配階級に有利に働いた。従ってドゥーマは貧農や労働者階級の代表ではないと広く見られた。普通選挙の原則に基づき選出される憲法制定議会を求める要求は、衰えることなく続いた。しかし少ないとはいえドゥーマが1907年以後にできたことはしばしばツァーリやロシア議会の任命された上院により拒否された。

## 背景

### 臨時政府（1917年2月-10月）
2月革命でニコライ2世が退位すると共にロシアの権力はドゥーマのリベラル指導部で構成される臨時政府に移行した。
臨時政府は恒久的な政権が選挙された憲法制定議会により作られるまでの第一世界大戦半ばの革命状態を管理するための臨時の権力であると主張する1912年に最後に選出された（第4回ドゥーマとして）議員により成立したためにそう名付けられた。
ミハイル・アレクサンドロヴィッチは選挙による憲法制定議会の同意なく兄のニコライ2世が即位することを拒否していて、選挙による憲法制定議会がロシアの政治形態を変える権限のある唯一の組織であることが広く当然のことと思われていた。一旦第一次世界大戦が終わると臨時政府は選挙を行うと主張したが、1917年7月の当初の合意に関わらずロシアを共和制にすると宣言し後にロシア共和国会議と名付けられる前身議会の選挙準備を始めた。この行動は左右両方からの批判のきっかけとなった。左翼が宣言をソビエトの影響力を弱めようとする権力強奪とみなした一方で帝政派はロシアの共和政体の宣言を受け入れられないものと見た。

### ボリシェビキと憲法制定議会
憲法制定議会におけるボリシェビキの立場は1917年に強化された。まず他の全ての社会主義政党のようにボリシェビキは憲法制定議会の選挙を支持した。ウラジーミル・レーニンは、「ブルジョア共和国では憲法制定議会が民主主義の最高形態を表すので憲法制定議会の招集要求は申し分のない正当な革命的社会民主主義計画の一部であった。」と後に論じている。
しかしボリシェビキの政策には潜在的な矛盾があった。レーニンが1917年4月にスイスから戻ってからボリシェビキは自分達を「全権力をソビエトに」と呼び掛けることで他の社会主義者と区別していた。従ってボリシェビキは2月革命後に出現したソビエト（労働者や兵士、農民の直接選挙で選ばれた革命評議会）に賛成し臨時政府や憲法制定議会のような「ブルジョア」議会に反対した。
1917年11月7日（ユリウス暦 10月25日）にボリシェビキは臨時政府に対する十月革命を導くことでこの政策について行動した。ペトログラートでの蜂起が第2回全露労働者・兵士ソビエト会議の招集と同時に起こった。穏健な社会主義政党のソビエト代表（メンシェビキや右派エス・エル派）は自分達が参加していた「ブルジョア」政府の早まった転覆行為だと主張して抵抗して議会を退会した。
次の2週間を超えてボリシェビキは都市地域と大ロシアのほぼ全域の支配を始めたが、農村地域とロシア民族以外の地域では殆ど成功しなかった。新しいソビエト政府は報道の自由を制限し（五月雨式に非社会主義新聞を禁止することで）コルニロフ将軍事件を宣言はしなかったが幅広く支援したためにリベラルな立憲民主党を迫害したが、臨時政府が計画したように1917年11月25日（ユリウス暦 11月12日）憲法制定議会のための選挙を行うことを認めた。
正式にボリシェビキ政権は初めて自身を臨時政府とみなし憲法制定議会の意志に従う考えを表明した。レーニンが1917年11月18日（ユリウス暦 11月5日）に書いたように（強調部分を加えた）
農民のソビエトやウエズドやグベールニヤのソビエトは今から憲法制定議会の招集までの間その地域に完全な政治的権限を与えられる。

## 選挙結果（1917年11月12/25日）
選挙権のある市民の60％以上が実際は憲法制定議会に投票した。国の広さや進行する第一次世界大戦、悪化する通信体制のために選挙結果はこの時点では完全には得られなかった。一部の結果（79選挙区の内54選挙区）がロシア革命年鑑1917年-1918年（モスクワ、ゼムリャ・ヴォルヴァ出版、1918年）という形でN.V.スビャティツキイにより出版された。スビャティツキイのデータは一般にボリシェビキなどの全政党から受け入れられ、結果は下記の通りである。
| 政党                               | 票数       | %     |
| ---------------------------------- | ---------- | ----- |
| 社会革命党（エス・エル）           | 17,943,000 | 40.4% |
| ボリシェビキ                       | 10,661,000 | 24.0% |
| ウクライナエス・エル               | 3,433,000  | 7.7%  |
| 立憲民主党（カデット）             | 2,088,000  | 4.7%  |
| メンシェビキ                       | 1,144.000  | 2.6%  |
| その他のロシアのリベラル政党       | 1,261,000  | 2.8%  |
| グルジアメンシェビキ党             | 662,000    | 1.5%  |
| ミュサヴァト党（アゼルバイジャン） | 616,000    | 1.4%  |
| アルメニア革命連盟（アルメニア）   | 560,000    | 1.3%  |
| 左翼エス・エル                     | 451,000    | 1.0%  |
| その他の社会主義政党               | 401,000    | 0.9%  |
| アラシュ党（カザフスタン）         | 407,000    | 0.9%  |
| その他の少数民族政党               | 407,000    | 0.9%  |
| 合計（集計された票数）             | 40,034,000 | 90%   |
| 未確認分                           | 4,543,000  | 10%   |
| 合計                               | 44,577,000 | 100%  |

ボリシェビキは全得票数の22％から25％を獲得したが、ロシアの都市部や「西部戦線」の兵士（戦線の兵士の票の3分の2）の中で最大政党になった。モスクワの都市部ではボリシェビキは47.9％の票を、立憲民主党（カデット）は35.7％を、エス・エルは8.1％を獲得した。社会革命党はロシアの人口の80％を占める農村部の農民の大規模な支援を得ながら57％から58％前後（社会民主連合の62％）を獲得した。
しかし学者はボリシェビキ政権に反対する右翼エス・エルとボリシェビキと連合関係を構築する左翼エス・エルの間の会議に向けた投票行動に完全な違いはなかったと論じてきた。従って左翼エス・エルを選ぶつもりの多くの農民票が右翼エス・エルに投じられた。憲法制定会選挙の研究でO.H.ラドキーはこう論じている。
従って選挙はこの要素（例えば左翼エス・エル）の強さを示していない。名簿は（左翼エス・エルと右翼エス・エルの）分裂が起きる前に長くかかって作られ、急進主義が1917年までに弱体化した古参の党労働者には安定したものではなかった。人民は見境なくエス・エルの名前に投票した・・・。現状の左翼は11月12日には名簿が作られた時点より疑いなく強かった。

## 選挙から会議の招集まで（1917年11月-1918年1月）
レーニンとボリシェビキは憲法制定議会がソビエト政権に賛成する多数派を含まないらしいと見て取るとすぐに憲法制定議会の価値に疑いを向け始めた。1917年11月27日（ユリウス暦 11月14日）にレーニンは全露農民ソビエト臨時会議に憲法制定議会は反資本家闘争から農民を外すべきではないと語った。
農民は土地と雇われた労働の禁止を望んでいて、土地の耕作のための道具を求めている。そしてこれは資本家を破ることなく得られるものではない。・・・諸君は資本家に対する挑戦を挑み、我々とは異なる道に続いているが、我々は社会革命に向けて行進している（そして行進しなければならない）諸君と一体になっている。憲法制定議会について言えば演説者（例えばレーニン）はその仕事は国家の意向により異なると言ったが、その意向を信じるが施条銃を忘れないようにと付け加えた。
1917年12月4日（ユリウス暦 11月21日）に海軍担当人民委員パーヴェル・ドゥイベンコは1917年12月9日（ユリウス暦 11月26日）の憲法制定議会の招集に備えて「完全装備」のボリシェビキ支持のクロンシュタット水兵を7000名確保するよう命令した。約2万人のクロンシュタットの「兵士、水兵、労働者、農民」の会合は、「十月革命の成果を確認しカレージン派と「反革命ブルジョアジー」の指導者から自由であろうとするほどに自制心を持った」憲法制定議会を支援することだけを決議した。
右翼社会革命党と左翼社会革命党の分裂が11月に確定すると共にボリシェビキは左翼社会革命党と連立政府を立ち上げた。1917年12月11日（ユリウス暦 11月28日）にソビエト政府は立憲民主党を「人民の敵の党」と宣言し、党を禁止し、指導部の逮捕を命じた。政府は1月初旬まで憲法制定議会の招集も延期した。第一にソビエト政府は技術的な困難と敵の策動による遅れのせいにした。
1917年12月26日（ユリウス暦 12月13日）にレーニンの憲法制定議会に関するテーゼがボリシェビキの新聞プラウダに匿名で発表された。テーゼは「革命的社会民主主義は1917年に革命が始まってからソビエトの共和制が憲法制定議会のある通常のブルジョア共和制より高度な民主主義形態であると繰り返し強調してきた」と主張した。
レーニンは憲法制定議会の票が反ボリシェビキの右翼エス・エルと親ボリシェビキの左翼エス・エルの分裂を表さなかったために憲法制定議会は実際はロシア人民を代表していないと主張した。
5月から10月にかけて人民（特に農民）に最大の支持者がいた党（社会革命党）は1917年10月半ばに憲法制定議会に向けた連合立候補者名簿を発表したが、選挙後の会議が行われる前の1917年11月に分裂した。
従ってレーニンは主張する。
この（1917年10月の）革命の関心は憲法制定議会の形式的な権利より高いところにある・・・。通常のブルジョア民主主義の中にあって階級闘争や内戦を軽視する公式で法的な視点から憲法制定議会の問題を見る直接・間接の意図は全てプロレタリアに原因のある裏切りやブルジョアの観点の採用になろう。
この問題に対するレーニンが提案した解決策は、憲法制定議会が人民の現在の意思をよく代表し臨時のソビエト政権を受け入れるために新しい選挙に同意することであった。
一方で憲法制定議会に向けた選挙間の相違や他方で人民の意思や労働階級と非搾取階級の関心に負いながら昇華してきた危機の痛みのない解決策を保障する唯一の機会は、人民が新たに憲法制定議会議員を選ぶ権利を可能な限り広範かつ迅速に実施し憲法制定議会がこの新たな選挙に関する中央執行委員会の法を受け入れソビエトの権力やソビエト革命、平和や土地、労働者の管理の問題に関する政策を全面的に承認しカデット-カレージン反革命の敵の基地に断固として結びつくことである。
全てのボリシェビキ党員がいよいよ間もなく起こる憲法制定議会禁止に似たものを支持しようとしたわけではない。12月初旬には穏健派は憲法制定議会へのボリシェビキ代表団の多数を占めさえしたが、レーニンは1917年12月24日（ユリウス暦 12月11日）のボリシェビキ中央委員会の会合で討ちがち、レーニンの路線に従うようボリシェビキ代表団に命じた。

## ペトログラートでの会合（1918年1月5日-6日/18日-19日）
1918年1月18日（ユリウス暦 1月5日）の朝に大衆が憲法制定議会を支援するためにタヴリーダ宮殿で行進しようとペトログラートに集まった。集会はボリシェビキ-左翼エス・エルソビエト政権に忠誠を誓う兵士により銃撃され追い散らされた。行進は組織者が望んだほどには拡大しなかった。デモは主に中産階級の学生や公務員、職業人で構成された。
憲法制定議会の定足数が1918年1月18日–19日（ユリウス暦 1月5日–6日）午後4時から午前4時40分にペトログラートのタヴリーダ宮殿に集まった。武装した衛兵が建物の至る所に見られ、武器が演説する代表や会議の長官に選ばれたにも関わらず意見をはっきりし過ぎると激しい口論になることを恐れるヴィクトル・チェルノフに向けられたという。ボリシェビキのフョードル・ラスコルニコフによると当初の対立は誰が会議の開催権を握るかに関心が集まった。エス・エルが最大得票数を確保したにも関わらずヤーコフ・スヴェルドロフはボリシェビキ以外の代表の一部に対する驚くべき反応を引き起こしながら（自身が議長である）中央執行委員会の権限により会議を開催すると言った。労働人民と非搾取人民の権利宣言を引用しながら「中央執行委員会はこれまで人民の意思を正しく表明したように憲法制定議会が会議自体と宣言を結びつけて考える希望を表明する」と言った。後にレーニンが妥当だと認めた演説で著名なボリシェビークイワン・スクヴォルツォフステパノフは農民や労働者による階級支配に賛成して「ブルジョア民主主義」へのボリシェビキの反対を表明した。
諸君はどのように全人民の意思としてこのような概念を表明できるか。マルクス主義者にとって「人民」は思いもよらない観念である。人民は単独では行動しない。集団としての人民は単なる作り物でしかなく、この作り物は指導階級によって必要とされる。それは我々の中全体に存在している。諸君はカデットやブルジョアジーと共に一つの世界に存在していて、我々は農民や労働者と共に別の世界に存在している。
会議は反ボリシェビキの右翼エス・エルに支配され、その指導者ヴィクトル・チェルノフが左翼エス・エルのマリア・スピリドーノワの153票に対して244票で会議の議長に選出された。ボリシェビキは支持するために会議の前に第2次ソビエト議会布告を出した。布告は136票に対して237票で却下された。従って憲法制定議会がソビエト政権に反対し新たな選挙に賛成することは明らかであった。休会中にボリシェビキと左翼エス・エルの特別会合は会議を解消すると決定した。海軍担当副人民委員フョードル・ラスコルニコフは用意した声明を読み、ボリシェビキと左翼エス・エルは退場した。レーニンは両者が合意を解消するのを待とうと兵士に武力を行使しないよう指示して就寝すべく会議場を後にした。
憲法制定議会を拡大する必要はない。ただ好きなだけおしゃべりをさせ粉砕すれば良く、明日は一人として勝利を収めることはない。
午前４時頃にアナトリー・ジェレズニャコフというアナーキストの水兵であるタヴリーダ宮殿の司令官がチェルノフに近づき言った。
衛兵は疲れています。会議を終了し皆を帰宅させるよう申し入れます。
右翼エス・エルは臨時政府の権力を握っていた間に施行しようとして失敗した社会主義法案を採択しようと憲法制定議会の最後の時間を利用しようとした 。チェルノフはエス・エル草案の「土地に関する法律」と共に土地と平和に関するソビエト布告に応じ、急進的な土地改革やロシアを民主的な連邦共和国にする法律と（従って1917年9月に採択された臨時政府の決定を承認する）民主的な平和に向けた協商連合へのアピールを宣言した。会議は提案について投票し、次の会合を1918年1月19日（ユリウス暦 1月6日）の午後5時に予定し、午前4時40分に解散した。翌日代表団は議事堂が封鎖されていることに気付き、会議はボリシェビキ-エス・エルソビエト政権により解散されたと宣告した。政府は直ちに第3次ソビエト会議を呼び掛け、憲法制定議会の解散に対する民主的な埋め合わせとして多数派のボリシェビキを生み出した。議会を解散する布告は後にこの日全露中央執行委員会から承認された。

## 議場閉鎖に対する一般の反応
憲法制定議会の議場閉鎖から間もなくボルガ地区出身の右翼エス・エルの代表は「憲法制定議会を守り我々議員を守るためにそれは人民の義務である」と論じた。レーニンに関する短編でレフ・トロツキーは憲法制定議会の終了を次の通り説明した。
（会議の代表は）ボリシェビキが消灯すれば蝋燭をもたらし食料が奪われれば大量のサンドイッチをもたらした。従って民主主義はサンドイッチと蝋燭で重武装した独裁との戦いを開始した。人民は自分自身を選ばれし者とみなし実際は既に起こった革命期の影に過ぎない者を支援することは考えなかった。
ロナルド・W・クラークは憲法制定議会の議場閉鎖は「政治的なグループにおいてさえ殆ど反応を」引き起こさなかったと述べている。オーランドー・ファイジズは「憲法制定議会の議場閉鎖に対する大衆の反応はなかった。・・・。エス・エルの知識層はいつも農民は憲法制定議会への尊敬の念を共有しているという信念で失敗を犯してきた。・・・。農民大衆にとって・・・理解しない様々な政党の「代表」により支配される都市の縁遠いものに過ぎず自分自身の政治組織とは全く違ったものであった。」と論じた。
ファイジズは臨時政府に対する右翼エス・エルの忠誠は農民大衆から自らを隔離していたと論じた。「右翼エス・エルの国家に対する責任感（と疑いなく自身の新しい大臣職における僅かな誇り）は右翼エス・エルが革命闘争における古いテロ手段を拒否し例外的に議会対策により異なる対応をすることになった。」

憲法制定議会選挙の研究でO.H.ラドキーは論じた。
致命的な重要性は民主的な政党がこの専制政治の行動に向けて（例えばレーニンに）激しい非難を浴びせた一方で支持者はロシア人が貴重な願望を達成するのに必要と判断するのに停止していた組織を守ろうとする意向を殆ど示さなかった。憲法制定議会にとってできる前においてさえ革命の発展の素早く流れる小川の逆流に捕らえられ、暴力的な死から一人守られるかも知れない一般大衆の関心と忠誠を最早示さなかった。

## ペトログラートからサマーラまで（1918年1月-6月）
タヴリーダ宮殿から閉め出され憲法制定議会代表団はグレヴィッチ高等学校で会い、多くの秘密会議を行ったが、状況が益々危険な状況になったことに気付いた。一部はウクライナ中央ラーダが支配するキエフに移転しようとしたが、1918年1月28日（ユリウス暦 1月15日）にラーダ軍は都市を放棄しなければならず、有効に団結した組織としての憲法制定議会を終わらせた。
社会革命党中央委員会は1月に会合を開き次の理由で武装抵抗に対する決定をした。
ツァーリズム専制制度と違いボリシェビズムは依然盲目で信頼を失っておらず労働階級の運動に致命的であることを理解しない労働者や兵士に基礎を置いている。
その代わりに社会主義者（社会革命党とメンシェビキの連合体）はソビエト制度の枠内で働き1917年10月のボリシェビキ蜂起の際に脱退したペトログラード労兵ソビエトなどの組織に復帰することを決めた。ボリシェビキが急を要する社会問題や経済問題を解決できないことを証明するとすぐにソビエト再選挙が思い通りになることを望んだ。そこでいかなる点でも憲法制定議会を再招集できる地方ソビエト内や最終的にはソビエト政府内で多数派を獲得しようとした。
社会主義者の計画は部分的には冬のソビエト再選挙で成功したが、特に1918年の春は大抵は親エス・エルと反ボリシェビキの多数派を奪還したが、その計画はソビエト政府が選挙結果を受け入れることを拒否し反ボリシェビキソビエトが解消するのを繰り返したことで挫折した。トゥーラボリシェビキの指導者の一人としてN.V.コプイロフは1918年初頭にボリシェビキ中央委員会に手紙を書いた。
ソビエトへの権力移行後に急速な180度の転向が労働者の雰囲気で始まった。ボリシェビキの代表団が次々と召還され始め、暫くして一般的な状況が幾分不幸な現れ方をした。エス・エルの中で分裂があり左翼エス・エルが我々と共にある事実にもかかわらず我々の状況は日ごとに不安定になった。我々には有利にならない形で行われた選挙を承認するのではなくソビエトへの新しい選挙を阻止せざるを得なかった。
応じて社会革命党とメンシェビキはボリシェビキが支配するソビエトと並行して運営する労働者全権大使会議を開始した。この考えは労働者に人気があることを証明したが、ボリシェビキ政権には殆ど影響がなかった。
1918年3月3日にボリシェビキによりブレスト＝リトフスク条約への署名が行われると共に左翼社会革命党指導部はボリシェビキ政権を益々ドイツの代理と見た。指導部は第4回党大会で1917年12月時点で拒否していたリベラルな立憲民主党との連合を考えようと決めていた。社会主義者とリベラル派は3月後半にモスクワで反ボリシェビキ連合戦線を作るための対話を行った。しかし立憲民主党が11月の選挙で大して得票できず新たな選挙を要求する一方でエス・エルが1917年11月の選挙を受けて憲法制定議会の再開を強く要求したので交渉は決裂した。

## サマーラ委員会（1918年6月-9月）
1918年5月7日（この時点から新暦）に社会革命党第8回党会議がモスクワで始まり、憲法制定議会の再開を目指してボリシェビキに対する反乱を開始することを決定した。準備は進行した一方で、チェコスロバキア軍団がシベリアやウラル山脈、ヴォルガ川地域で1918年5月後半から6月前半にボリシェビキ政権を転覆し、エス・エルの活動の中心がそこに移った。1918年6月8日に憲法制定議会の議員5人がサマーラで全露憲法制定議会委員会（Komuch）を結成し、国家の新しい最高権力であると宣言した。
委員会はチェコスロバキア軍団の支援を受け、ヴォルガ・カマ地区の多くに権力を拡大できた。しかしシベリア地域とウラル山脈地域の殆どは絶えず委員会と衝突する軍事的でリベラル右派の地域政権である民族の寄せ集めコサックにより支配されていた。委員会は結局憲法制定議会議員90名まで拡大しながらヴォルガ川から太平洋までの反ボリシェビキ地域政権全てを代表する所謂「国家会議」が環境が許すとすぐに憲法制定議会を再開する最終目的と共に連合する「全露最高権力」を結成した。
その活動で政府は憲法制定議会の明白な最高権利により変わることなく指導されるであろう。臨時政府に付随する全ての機関がいかなる方法であれ憲法制定議会の権利を侵害したり作業の再開を妨げる傾向がないことをたゆみなく保証するであろう。憲法制定議会が作業を再開することを宣言するやいなや憲法制定議会の報告書を提出するであろう。国内で唯一の最高権力として憲法制定議会より自身を下に置くであろう。
全露憲法制定議会委員会は「憲法制定議会議員会議」としての機能を続けたが、役員会が支援を公約したものの実権はなかった。
憲法制定議会議員の移転を保証する独立した作業において合法的な国家機関として活動し現行の構成の憲法制定議会による活動の再開を急かし準備する憲法制定議会議員会議のあらゆる可能な援助
当初協定には5人編成の幹部会に右翼議員の内の二人ニコライ・アフクセンチェフとウラジーミル・ゼンジノフを任せる社会革命党中央委員会の支援があった。しかしヴィクトル・チェルノフが1918年9月19日にサマーラに到着すると、会が保守的すぎそこでのエス・エルの存在が不十分であると見たために、幹部会からの支援を取りやめるように説得できた。このことは幹部会に政治的空白を生じさせ、2か月後（1918年11月18日に）アレクサンドル・コルチャーク提督を新しい指導者とする右翼将校により転覆された。
1918年8月30日に社会革命党ファンニー・カプランは失敗に終わるウラジーミル・レーニン暗殺を試みた。選挙で敗れた1918年1月の憲法制定議会の強制的な閉鎖を引用しながらボリシェビキの拡大する権威主義に言及した。カプランがいかなる共犯事件に連座しないことが明らかになると、アレクサンドル・ガルデンで処刑された。命令は後頭部への射撃で1918年9月3日にクレムリンの司令官や元のバルティックの水兵P.D.マルコフ、ラトヴィアボリシェビキのグループにより執行された。死体は素早く樽に押し込まれ焼かれた。命令は先立つことたった6週間前にツァーリとその家族の処刑を命じたヤーコフ・スヴェルドロフから来た:442。

## 最後の挫折
幹部会の没落が起きるとチェルノフはボリシェビキでもリベラル最右翼の白色運動でもない「第三の道」と呼ぶものを練り上げたが、独立した軍として示されるエス・エルの意図は成功せず、常に手に負えない党は分解し始めた。右翼ではアフクセンティエフとゼンジノフがコルチャークの許可を得て外国に行った。左翼では一部のエス・エルがボリシェビキと和解することになった。チェルノフは1918年12月にコルチャークに対する反乱を組織しようとしたが、鎮圧された。1919年2月にエス・エル中央委員会はボリシェビキが二つの害悪の弱い方であり武力闘争を放棄すると決めた。ボリシェビキはエス・エル中央委員会にモスクワで党自体を再建させ1919年3月に機関誌を発行し始めさせたが、暫くしてチェキに逮捕されロシア内戦の残りを刑務所で過ごした。刑は一時停止されたが収監された中央委員が1922年に出廷し死刑判決を受けた一方でチェルノフは秘密捜査を始め結局ロシアを逃れざるを得なかった。
主要な親憲法制定議会派の政党がこの状況から事実上離れると共に再招集を支援する唯一残った軍は協商連合であった。1919年5月26日に連合軍は政府のあらゆる段階での自由選挙と憲法制定議会再開などの数多くの条件に基づく支援をコルチャークに申し入れた。1919年6月4日にコルチャークは条件の殆どを受け入れたが、自身が言うように会議はボリシェビキ支配下で選挙が行われ選挙は完全には自由でなかったために1917年11月に選出された会議の再招集を拒否した。1919年6月12日に連合軍は返答を満足できるものと考え、元々の憲法制定議会の再招集に対する要求は放棄された。
コルチャークとロシア南部の白色運動の指導者アントーン・デニーキン将軍の二人は正式に「算定できない」本質論に署名し、即ちロシアがボリシェビキが敗れない限りいかなる社会制度や政治制度であろうとすることを拒否した。コルチャークとデニーキンは過去への回帰はなく大衆への約束の形態によっては存在する効果への一般的な約束をした。しかしあるロシア人記者がこの時気付いたように、
オムスクではそれ自体は・・・「モスクワに到達したら別の口調で話せる」と言う一方で連合軍が欲する何かを約束すべく準備された政治集団を見るかも知れない。
敗戦後の白色運動の指導者から発行された数多くの自叙伝は主題に関して確定的ではない。白色運動のどのグループが白軍が勝利した場合に打ち勝っているのかどのような制限を受けるにせよ新しい憲法制定議会選挙が行われることになっていたのか示す十分な証拠には見られていない。
1920年後半に内戦の南部戦線でボリシェビキが勝利すると憲法制定議会の議員38名が1921年にパリで会合し、執行委員会を結成し、ここには立憲民主党のパーヴェル・ミリュコーフや進歩党のアレクサンドル・コノヴァロフ、幹部会議員のアフクセンティエフ、臨時政府の代表ケレンスキーから成っていた。他の移住者組織のように委員会は無能であることを証明した。

## 歴史的な論争
マルセル・リーブマンの1975年の本レーニンの下のレーニン主義によるとボリシェビキとその連合体は異なる選挙制度のためにソビエトで多数派を占めていた。1918年ソビエト憲法に従って各都市の（そして通常は親ボリシェビキの）ソビエトには有権者25000人に付き1名の代表がいた。各農村の（そして通常は親エス・エルの）ソビエトは有権者125000人に付き1名の代表が認められただけであった。ボリシェビキは選挙がエス・エル党内の分裂を考慮に入れなかったと指摘することで会議を閉鎖したことを正当化した。数週間後に左翼エス・エルと右翼エス・エルは農民ソビエトで概ね等しく得票した。ボリシェビキは代表が選ばれた議員が次の選挙が行われる数年後に結局は解任される会議の議会形式よりもすぐに有権者により解任される可能性があるのでソビエトはもっと民主的であると主張した。この本では農民ソビエトと都市ソビエトに対する選挙は自由でありこのソビエトはソビエト政府を選ぶ全露ソビエト議会（憲法制定議会に先立つ第2回議会とすぐ後の第3回議会）を選出したと述べている。
公開されたソビエト古文書からの題材を用いた近著2冊（リチャード・パイプスによるロシア革命1899年-1919年とオーランドー・ファイジズによる人民の悲劇）は違う見解を示している。パイプスは第2回議会への選挙は公平ではなく例えば議員1500人のあるソビエトはキエフより多い5人の代表を派遣したと論じている。エス・エルとボリシェビキは共にこの選挙を違法で人民を代表するものではないと宣言したと述べている。本では憲法制定議会解散の2日後にボリシェビキは反憲法制定議会の第3回ソビエト議会を創設したと述べている。当時のロシアで唯一の全国規模の議会制民主主義選挙の結果を遙かに上回る議席の94％を自党と左翼社会革命党に与えた。パイプスの著作の再検討で歴史家のダイアン・P・ケンカーはパイプスの見解を「完全に反動であり」帝国軍の好意的な視点を表しレーニンを「誠実で無慈悲で臆病な知識人」と表現するものと看做した。